# Georges-Frédéric de Bade-Durlach
Georges-Frédéric, margrave de Bade-Durlach (en allemand : Baden-Durlach) est un prince du Saint-Empire romain germanique qui prend part, du côté des protestants, aux combats de la guerre de Trente Ans. Il naît le 30 janvier 1573 et meurt à Strasbourg le 24 septembre 1638.

## Biographie
Georges-Frédéric n'hérite tout d'abord que d'une partie des domaines de son père, après la mort de son frère Ernest-Frédéric de Bade-Durlach qui avait obtenu dès 1590 le margraviat de Bade-Hachberg. Il reçoit la totalité de l'héritage lorsque meurt son autre frère Jacques III. Ainsi les deux margraviats de la branche Ernestine de Bade sont à nouveau réunis entre ses mains.
Il participe de façon active aux controverses religieuses nées de la Réforme et s'engage dans l'Union évangélique des États luthériens du Saint-Empire.
Au début de la guerre de Trente Ans, il lève lui-même une armée de 12 000 hommes pour aider à faire barrage aux Impériaux et à la Sainte Ligue catholique qui sont alors dans une période favorable après la bataille de la Montagne Blanche et la reprise en main de la Bohême. Pour préserver sa dynastie des inconvénients qu'elle pourrait subir des suites de cet engagement, il cède le pouvoir en 1622 à son fils Frédéric V.
Un premier combat dans le Palatinat rhénan (bataille de Wiesloch, le 27 avril 1622) se solde par un revers de l'armée de la Ligue commandée par Tilly. Celui-ci, ayant fait sa jonction avec une armée espagnole commandée par Córdoba, inflige cependant une défaite complète au margrave à la bataille de Wimpfen le 6 mai 1622, celui-ci s'étant séparé de Mansfeld. Georges Frédéric doit s'enfuir vers Stuttgart, abandonne définitivement sa couronne au profit de son fils Frédéric et parti se réfugier à Genève.
En 1627, il reprend du service pour la guerre aux côtés du roi de Danemark Christian IV. Lorsque Wallenstein se retourne vers les Danois, George Frédéric se replie vers l'île de Poel et se réfugie à Heiligenhafen dans le Holstein. C'est là que son armée est complètement balayée par les forces catholiques.
Georges Frédéric se retire alors à Strasbourg et c'est dans cette ville qu'il meurt le 24 septembre 1638. En définitive, il n'a pratiquement connu que la défaite.

## Mariages et postérité
Georges Frédéric se marie trois fois :
- le 2 juillet 1592 avec Julienne-Ursule de Salm-Neufville (bg) (28 septembre 1572 - 15 avril 1614) : il en a quinze enfants dont son fils et successeur.
  - Catherine-Ursule de Bade-Durlach (bg) (19 juin 1593 - 15 février 1615), épouse le 24 août 1613 Othon de Hesse-Cassel (25 décembre 1594 - 7 août 1617)
  - Frédéric V de Bade-Durlach (6 juillet 1594 - 8 septembre 1659), Margrave de Bade-Durlach de 1622 à 1659
  - Anne-Amélie de Bade-Durlach (9 juillet 1595 - 8 novembre 1651), épouse le 25 novembre 1615 Guillaume de Nassau-Sarrebruck (18 décembre 1590 - 22 août 1640)
  - Philippe (30 décembre 1596 -14 mars 1597)
  - Charles (21 mai 1598 - 27 juillet 1625)
  - Julienne Ursule (1er janvier 1600 - 31 août 1600)
  - Rodolphe (21 janvier 1602 - 31 mai 1603)
  - Christophe (16 mars 1603 - 20 avril 1632 au siège d'Ingolstadt)
  - Anne Augusta (31 mars 1604 - 2 avril 1616)
  - Sibylle Madeleine (22 juillet 1605 - 24/25 décembre 1644), épouse le 6 juin 1629 Jean de Nassau-Idstein (24 novembre 1603 - 23 juin 1677)
  - Françoise (9 août 1606 - 27 août 1606)
  - Ursule Marie (3 novembre 1607 - 22 décembre 1607)
  - Françoise Sibylle (4 février 1609 - 2 mars 1609)
  - Sophie Dorothée (14 mars 1610 - 24 octobre 1633)
  - Ernestine Sophie (26 décembre 1612 - 4 juillet 1658)
- le 23 octobre 1614 avec Agathe d'Erbach (16 mai 1581 - 30 avril 1621), fille de Georges III d'Erbach qui lui donne trois filles :
  - Agathe (26 octobre 1615 - 29 juin 1616)
  - Anne Marie de Bade-Durlach (29 mai 1617 - 14 octobre 1672)
  - Élisabeth (7 février 1620 - 13/23 octobre 1696)
- le 29 juillet 1621 avec Élisabeth Stolz (décédée le 14 mai 1652),dont :
  - Fille morte jeune

Georges-Frédéric appartient à la quatrième branche de la Maison de Bade elle-même issue de la première branche de la Maison ducale de Bade. Il appartient à la lignée de Baden-Durlach dite lignée Ernestine fondée par Ernest de Bade-Durlach, cette lignée est actuellement représentée par le prince Maximilien de Bade.